# Urozana metaphaenica
Urozana metaphaenica är en fjärilsart som beskrevs av Paul Dognin 1916. Urozana metaphaenica ingår i släktet Urozana och familjen björnspinnare. Inga underarter finns listade i Catalogue of Life.